# Хэмлин, Фредерик
Фредерик Хэмлин (англ. Frederick Hamlin) — британский велогонщик, серебряный призёр летних Олимпийских игр 1908.
На Играх 1908 в Лондоне Хэмлин соревновался в двух дисциплинах. Он занял второе место в тандеме вместе с Горацием Джонсоном и остановился на полуфинале заезда на 20 км.